# Dansk Samling
Dansk Samling er et dansk nationalistisk parti med kristne rødder stiftet i 1936 af Arne Sørensen. Dansk Samling spillede en aktiv rolle i modstandskampen og deltog i både Frihedsrådet og befrielsesregeringen, men omdannedes i efterkrigstiden gradvis til en forening for nationalsindede. Siden midten af 1990'erne har Dansk Samling igen ageret partipolitisk.
Partiet ledes i dag af historikeren og bloggeren Morten Uhrskov Jensen og satser på at blive opstillingsberettiget til Folketinget. I januar 2017 havde partiet indsamlet 1.105 af de nødvendige 20.109 vælgererklæringer. Partiet stillede op til kommunalvalget 2017, dog uden at opnå repræsentation.
Pr. oktober 2018 havde partiet indsamlet 471 af de 20.109 påkrævede vælgererklæringer.

## Ideologi og mærkesager
Dansk Samling ser sig selv som nationalsindet og uideologisk. Partiet udsprang af højskolebevægelsens højrefløj, og kombinerede nationale, kristelige, antiparlamentariske og deltagelsesdemokratiske idealer. Indtil ca. 1980 kombinerede Dansk Samling konservativ værdipolitik med en socialt bevidst fordelingspolitik. Derefter blev partiets økonomiske og sociale politik mere borgerlig. I dag er Dansk Samling domineret af nationalkonservative, der ønsker Danmarks udmeldelse af EU og et stop for indvandring fra lande uden for den vestlige kulturkreds. Støtte til det danske mindretal i Sydslesvig er en af partiets andre mærkesager, ligesom kultur-, skole-, kirke- og familiepolitik hører til dets fokusområder.

## Historie
Der er for få eller ingen kildehenvisninger i dette afsnit, hvilket er et problem. Du kan hjælpe ved at angive troværdige kilder til de påstande, som fremføres.

Dansk Samling blev stiftet i 1936 af den tidligere socialdemokrat Arne Sørensen og kredsen af primært højskolefolk bag tidsskriftet "Det tredje Standpunkt". Partiet var før besættelsen fortaler for en "tredje vej" mellem socialisme og liberalisme. Dansk Samling mente, at nogle af demokratiets problemer var skabt af parlamentarismen og især af partiernes rolle som instans mellem folket og Folketinget. Under mottoet "Staten stærk - folket frit" eksperimenterede partiet ligesom andre af datidens bevægelser på både venstre- og højrefløjen med tanker om en korporativ stat på et nationalt grundlag. Derfor er partiet blevet beskyldt for at være inspireret af fascismen, men det tog afstand fra diktaturerne i Italien og Tyskland og foragtede racelære og antisemitisme.
Dansk Samling deltog ved valget til Folketinget i 1939 uden at opnå repræsentation, og fusionerede efterfølgende med Nationalt Samvirke. Ved Folketingsvalget 1943 vandt Dansk Samling tre mandater, efter at digterpræsten Kaj Munk havde anbefalet at stemme på partiet. Ved "befrielsesvalget" i 1945 fik partiet fire mandater og var repræsenteret i Folketinget frem til 1947.

### Modstandsbevægelsen
Politifuldmægtig Henning Schlanbusch, der havde været folketingskandidat for Dansk Samling i Varde, modtog efter valget i 1943 fra Jørgen Dich en opfordring om at danne en modstandsgruppe. Inspireret af hans eksempel gik Dansk Samlings netværk af unge og ældre, lærere, præster og landmænd snart ind i den aktive modstandskamp mod besættelsesmagten. Særligt sabotørgruppen Holger Danske i København ydede en stor indsats. Mange af disse modstandsfolk kom til at spille en rolle i Danmark efter Befrielsen. Dansk Samling var repræsenteret i Danmarks Frihedsråd 1943-45.

### Efterkrigstiden
I befrielsesregeringen maj-november 1945 var Dansk Samling repræsenteret af kirkeminister Arne Sørensen og minister uden portefølje, gårdejer og sognerådsformand Kr. Juul Christensen. Dansk Samling udgav Morgenbladet, hvor Poul Dam var redaktør 1946–47. Dam blev senere folketingsmedlem for SF.
Da Dansk Samling ikke opnåede valg til Folketinget i 1947, og Arne Sørensen efterfølgende forlod politik, omdannedes partiet gradvis til en kulturel og politisk forening for nationalsindede med fokus på debat, idéudveksling og bevarelse af mindet om modstandskampen. Dansk Samling opstillede siden kun kandidater til valg to gange - ved "grundlovsvalget" i april 1953 og folketingsvalget i 1964, begge gange uden at blive valgt. Ved valgene til Folketinget i 1966 og 1968 blev Liberalt Centrum støttet af en fløj i Dansk Samling.

### Kampen mod EF
I 1961 besluttede Dansk Samling at modarbejde Danmarks indtræden i Fællesmarkedet af nationale grunde, og i 1972 var partiet medstifter af Folkebevægelsen mod EF, hvor dets kritiske indvandrerpolitik dog i løbet af 1980’erne førte til, at den blev marginaliseret. I 1994 kandiderede Dansk Samlings formand Jens Rosendal på folkebevægelsens liste til Europa-Parlamentsvalget, uden at blive valgt.
To af Dansk Samlings mest fremtrædende medlemmer i perioden fra EF-afstemningen til begyndelsen 2000’erne var højskolemanden og forfatteren Jens Rosendal, der var formand 1998-2003, og Karl Otto Meyer, tidligere redaktør af Flensborg Avis og medlem af landdagen i Slesvig-Holsten for SSW.

### Fornyelse
I 1996 tilsluttede DS sig valgforbundet Demokratisk Fornyelse, der samlede unionsmodstandere med yderst forskellig baggrund. DS opstillede ved folketingsvalget 1998 fire kandidater på Demokratisk Fornyelses liste, men valgforbundet klarede ikke spærregrænsen og opløstes efterfølgende.
Fra 2003 til 2013 blev Dansk Samling ledet af historikeren Adam Wagner, der havde en fortid i Dansk Forum. Han skærpede fokus på opretholdelsen af national selvstændighed og folkets selvbestemmelse, som Dansk Samling anså for truet af EU, masseindvandring og partiernes magt. Efter Morten Uhrskov-Jensen blev formand i 2013 øgedes medlemstallet, og partiet besluttede at forsøge at blive opstillingsberettiget til Folketinget. De vigtigste punkter for Dansk Samling er Danmarks udmeldelse af den Europæiske Union og en standsning af indvandring fra ikke-vestlige lande.
Den 4. marts 2015 skiftede Kasper Ravn Fredensborg fra Herning fra Dansk Folkeparti til Dansk Samling, og blev dermed det første byrådsmedlem for Dansk Samling i flere årtier. Han sad i byrådet indtil udgangen af valgperioden d. 31. december 2017.

## Medlemstal
Partiet havde efter eget udsagn ca. 550 medlemmer i april 2016.

## Partiformænd
Ukomplet liste:
- Arne Sørensen – 1936-1946
- Kristen Juul Christensen – 1946-1950
- Paul Holt – 1950-1953, 1956-1958
- Carl Haugsted – 1953-1956
- Harald Høgsted – (1964)–1970'erne
- Per Blom – ?–1998
- Jens Rosendal – 1998-2003
- Adam Wagner – 2003-2013
- Morten Uhrskov Jensen – 2013-

## Valgresultater

### Folketingsvalg
| Folketingsvalg | Stemmer | Procent | Mandater | ±  |
| -------------- | ------- | ------- | -------- | -- |
| 1939           | 8.553   | 0,5     | 0        | ±0 |
| 1943           | 43.367  | 2,2     | 3        | +3 |
| 1945           | 63.760  | 3,1     | 4        | +1 |
| 1947           | 24.735  | 1,2     | 0        | -4 |
| 1953 (april)   | 16.383  | 0,8     | 0        | ±0 |
| 1964           | 9.747   | 0,4     | 0        | ±0 |

### Partibogstav
Dansk Samling opstillede ved samtlige de ovennævnte folketingsvalg under partibogstavet R, hvilket ligeledes anvendtes ved kommunalvalg. Ved kommunalvalget 2017 (der var det første partiet opstillede til i flere årtier) anvendte de dog partibogstaverne E og T, der var ledige, E da Retsforbundet ikke opstillede. Da partiet pt. ikke er opstillingsberettiget til folketingsvalg, har det for tiden intet officielt partibogstav.